# 阿拉巴馬號戰艦 (BB-60)
30°40′54.41″N 88°00′53.24″W / 30.6817806°N 88.0147889°W
阿拉巴馬號戰艦（舷號BB-60）是一艘隸屬於美國海軍的戰艦，為南達科他級戰艦 (1941年)的四號艦。她是美軍第六艘以阿拉巴馬州為名的軍艦。
阿拉巴馬號在1940年按照第二次文森法案（Second Vinson Act）開始建造，於1942年下水服役，其時美國已正式參與第二次世界大戰。接著阿拉巴馬號先到大西洋協助英國護航，然後返國維修，再調往太平洋戰區，並先後參與吉爾伯特及馬紹爾群島戰事、馬里亞納群島及帛琉戰事及雷伊泰灣海戰。1945年初阿拉巴馬號再次返國維修，然後參與沖繩戰役。日本投降後，阿拉巴馬號協助美軍佔領日本，然後參與魔毯行動（Operation Magic Carpet），接載美軍返國。1947年阿拉巴馬號退役，並在1962年除籍。在民間組織籌募足夠經費後，海軍在1965將阿拉巴馬號捐贈到阿拉巴馬州莫比爾，作博物館艦。1986年，阿拉巴馬號獲評為美國國家歷史地標。
阿拉巴馬號在二戰共獲得九枚戰鬥之星。